# فيل براون
فيل براون (بالإنجليزية: Phil Brown)‏ (و. 1916 – 2006 م) هو ممثل، وممثل تلفزيوني، من الولايات المتحدة الأمريكية، ولد في كامبريدج، ماساتشوستس، توفي عن عمر يناهز 90 عاماً بسبب ذات الرئة.

## التعليم
تعلم في جامعة ستانفورد.

## وصلات خارجية
- فيل براون على موقع IMDb (الإنجليزية)
- فيل براون على موقع ألو سيني (الفرنسية)
- فيل براون على موقع أول موفي (الإنجليزية)
- فيل براون على موقع قاعدة بيانات برودواي على الإنترنت (الإنجليزية)
- فيل براون على موقع قاعدة بيانات الأفلام السويدية (السويدية)
- فيل براون على موقع إن إن دي بي (الإنجليزية)
- فيل براون على موقع قاعدة بيانات الفيلم (الإنجليزية)
- فيل براون على موقع كينوبويسك (الروسية)